# Санта-Еуфемія-дель-Барко
Санта-Еуфемія-дель-Барко (ісп. Santa Eufemia del Barco) — муніципалітет в Іспанії, у складі автономної спільноти Кастилія-і-Леон, у провінції Самора. Населення — 244 особи (2010).
Муніципалітет розташований на відстані близько 230 км на північний захід від Мадрида, 23 км на північний захід від Самори.
На території муніципалітету розташовані такі населені пункти: (дані про населення за 2010 рік)
- Лосілья: 116 осіб
- Сан-Педро-де-лас-Куевас: 14 осіб
- Санта-Еуфемія-дель-Барко: 114 осіб

## Демографія
Динаміка населення (INE ):